# Ms. Jackson
Ms. Jackson ist die zweite Single aus dem Album Stankonia des Hip-Hop-Duos OutKast. Der Song wurde von Earthtone III (OutKast und David „Mr. DJ“ Sheats) geschrieben und produziert und am 17. Oktober 2000 als Single veröffentlicht. Diese wurde ein internationaler Erfolg und erreichte in Deutschland, den Niederlanden, Norwegen, Schweden und den Vereinigten Staaten Platz 1 der Single-Charts. Im Jahr 2002 wurde das Lied außerdem mit einem Grammy Award ausgezeichnet. Ms. Jackson befindet sich in gekürzter Form auch auf dem Best-of-Album Big Boi and Dre Present… OutKast.

## Inhalt
In dem Song verarbeitet André 3000 seine Trennung von der Sängerin Erykah Badu, mit der er einen Sohn hat. Mit „Ms. Jackson“ ist die Mutter von Badu gemeint, bei der André sich entschuldigt und der er zu erklären versucht, wie es zur Trennung kam. Dabei betont er aber seine stets guten Absichten gegenüber ihrer Tochter und die Wahrnehmung seiner Verantwortung gegenüber dem gemeinsamen Kind. Der Name „Jackson“ ist allerdings fiktiv gewählt und bezieht sich nicht auf Badus Mutter.

„(…) it's kinda like a personal song, but then at the same time, it's not like a real-life story like that. But it's kinda coming from me, wondering, like, after the pain of a relationship, after things don't work out too tough, I wonder how a baby's mama's mama feels.“

Big Bois zwei Strophen drehen sich ebenfalls um die Trennung von der Mutter seines Kindes und die Feindseligkeit deren Mutter ihm gegenüber. Dabei versucht er allerdings nicht, sich mit ihnen auszusöhnen, sondern schließt mit den Worten: „You can go on and get the hell on / You and your mama“.

## Stil und Instrumentierung
Ms. Jackson ist stilistisch zwar im Hip-Hop einordbar, aber ungewöhnlich melodiös und stark instrumentiert für das Genre. Der Hochzeitsmarsch von Richard Wagner wird immer wieder angespielt, aber durch eine trauriger klingende Melodie ersetzt. Ebenfalls werden Congas eingesetzt, allerdings rückwärts abgespielt. Der Bass wird von Aaron Mills von Cameo gespielt, die Gitarre von André 3000. Strawberry Letter 23 von The Brothers Johnson wird gesamplet.

## Video
André 3000 versucht am Anfang des Videos ein Haus zu renovieren, was nicht gelingen will, während Big Boi versucht, ein Auto zu reparieren. Im Laufe des Videos wird das Wetter immer schlechter, ein Sturm zieht auf und es regnet stark, was die Politur des Autolacks zerstört. Zudem fängt die Elektrik des Wagens Feuer. In das Haus beginnt es währenddessen an immer mehr Stellen hineinzuregnen – Big Boi versucht das Dach zu reparieren – und der Strom fällt zeitweise aus. Am Ende stürzt das Dach unter dem Druck des Regens ein und ein strahlend blauer Himmel wird sichtbar.
Im Verlauf des Videos sind immer wieder Tiere (Hunde, Katzen, eine Eule, eine Schildkröte) zu sehen, die Teile des Textes mitsingen oder ihren Kopf zum Beat bewegen.
Das Video steht als Metapher für eine kaputte Beziehung im Allgemeinen (oder die von André 3000 und Erykah Badu im Speziellen), die André und Big Boi anfangs noch zu retten versuchen, am Ende aber einsehen, dass die Trennung der einzige Ausweg ist, was der Sonnenschein, der durch das kaputte Dach zu sehen ist, symbolisiert.
Das Video zu Ms. Jackson wurde Ende November 2000 von F. Gary Gray gedreht, der auch für das Video zu Southernplayalisticadillacmuzik verantwortlich zeichnet.

## Preise
Bei den Grammy Awards 2002 gewann der Song in der Kategorie Best Rap Performance by a Duo or Group und bescherte OutKast ihren ersten Grammy. Zuvor waren sie 1999 mit dem Lied Rosa Parks in derselben Kategorie nominiert gewesen. Ms. Jackson war bei den Grammy Awards 2002 außerdem in den Kategorien Record of the Year und Best Short Form Music Video nominiert. Außerdem wurden OutKast für Ms. Jackson mit einem MTV Video Music Award und als erste Künstler überhaupt mit einem BET Award ausgezeichnet.
Gewonnen
- BET Awards
  - 2001: in der Kategorie „Video of the Year“

- Grammy Awards
  - 2002: in der Kategorie „Beste Darbietung eines Duos oder einer Gruppe – Rap“

- MTV Video Music Awards
  - 2001: in der Kategorie „Best Hip-Hop Video“

Nominiert
- Grammy Awards
  - 2002: in der Kategorie „Single des Jahres“
  - 2002: in der Kategorie „Bestes Musik-Kurzvideo“

- MTV Europe Music Awards
  - 2001: in der Kategorie „Best Video“

- MTV Video Music Awards
  - 2001: in der Kategorie „Best Direction in a Video“

## Kommerzieller Erfolg

### Chartplatzierungen
Ms. Jackson erreichte Platz eins der Charts in Schweden, Norwegen, den Niederlanden und den USA, in Belgien, Großbritannien und Australien Platz 2. In Deutschland kletterte die Single am 2. Februar 2001 an die Spitze der Singlecharts und hielt sich dort für zwei Wochen. Ms. Jackson war OutKasts erster Top-10-Erfolg und zählt neben Hey Ya! zu ihren kommerziell erfolgreichsten Veröffentlichungen.
| ChartsChartplatzierungen       | Höchstplatzierung | Wochen |
| ------------------------------ | ----------------- | ------ |
| Deutschland (GfK)              | 1 (17 Wo.)        | 17     |
| Österreich (Ö3)                | 3 (17 Wo.)        | 17     |
| Schweiz (IFPI)                 | 2 (23 Wo.)        | 23     |
| Vereinigte Staaten (Billboard) | 1 (23 Wo.)        | 23     |
| Vereinigtes Königreich (OCC)   | 2 (18 Wo.)        | 18     |

| ChartsJahrescharts (2001)      | Platzierung |
| ------------------------------ | ----------- |
| Deutschland (GfK)              | 12          |
| Österreich (Ö3)                | 21          |
| Schweiz (IFPI)                 | 24          |
| Vereinigte Staaten (Billboard) | 25          |
| Vereinigtes Königreich (OCC)   | 43          |

### Auszeichnungen für Musikverkäufe
Ms. Jackson wurde den Schallplattenauszeichnungen zufolge weltweit über 11,7 Millionen Mal verkauft und ist somit einer der erfolgreichsten Songs von OutKast.
| Land/Region                  | Auszeichnungen für Musikverkäufe (Land/Region, Auszeichnung, Verkäufe) | Verkäufe   |
| ---------------------------- | ---------------------------------------------------------------------- | ---------- |
| Australien (ARIA)            | 5× Platin                                                              | 350.000    |
| Belgien (BRMA)               | Gold                                                                   | 25.000     |
| Dänemark (IFPI)              | Platin                                                                 | 90.000     |
| Deutschland (BVMI)           | 3× Gold                                                                | 900.000    |
| Frankreich (SNEP)            | Gold                                                                   | 250.000    |
| Italien (FIMI)               | Gold                                                                   | 35.000     |
| Neuseeland (RMNZ)            | 6× Platin                                                              | 180.000    |
| Norwegen (IFPI)              | Platin                                                                 | 20.000     |
| Schweden (IFPI)              | Platin                                                                 | 30.000     |
| Schweiz (IFPI)               | Gold                                                                   | 20.000     |
| Spanien (Promusicae)         | Gold                                                                   | 30.000     |
| Vereinigte Staaten (RIAA)    | 8× Platin                                                              | 8.000.000  |
| Vereinigtes Königreich (BPI) | 3× Platin                                                              | 1.800.000  |
| Insgesamt                    | 6× Gold · 26× Platin ·                                                 | 11.730.000 |